# Oderberg
Oderberg (de) er en by i landkreis Barnim, i delstaten Brandenburg i det nordøstlige Tyskland. Den er beliggende 16 km øst for Eberswalde, og 27 km sydvest for Schwedt, tæt på grænsen til Polen og i umiddelbar nærhed af Berlin.

## Geografi
Oderberg ligger i den østlige udkant af Thorn-Eberswalder Urstromtal (de), i udkanten af Schorfheide-Chorin biosfærereservat og i den nordlige udkant af Oderbruch. Alte Oder løber gennem byen. Oder flyder forbi fem kilometer væk og danner grænsen til Polen. Nationalpark Nedre Odertal begynder et par kilometer nord for Oderberg.
Byen ligger i trekanten mellem byerne Eberswalde, Bad Freienwalde og Angermünde. I sydøst har den en lille del af øen Neuenhagen.
Området har mange søer, der er rester fra istiden. Området er meget brugt som rekreativt område, med cykling, vandreture og sejlsport. Som biosfæreområde er det hjemsted for mange dyrearter. Oderberg er tættest på Oder-flodens krydsning, der fører direkte til Cedynia, Polen.

## Historie
I 1319 blev byen erobret af Henrik 2. af Mecklenburg. I 1320 blev den erobret af Hertugdømmet Pommern, men blev til sidst tabt af Pommern i september 1321. Bagefter overgik byen til Markgrevskabet Brandenburg, og fra 1373 til 1415 var det en del af Kongeriget Bøhmens lande.
Fra 1701 var Oderberg en del af Kongeriget Preussen, og fra 1871 også Det tyske rige. Fra 1815 til 1947 var det administrativt beliggende i provinsen Brandenburg. Efter Anden Verdenskrig var det en del af Østtyskland indtil 1990, administrativt beliggende i delstaten Brandenburg fra 1947 til 1952, Bezirk Frankfurt fra 1952 til 1990 og siden 1990 igen af Brandenburg.

## Galleri
- Rådhus
- Kirke i Neuendorf
- Sankt Nicholas kirke
- Museum